# Megaselia aristalis
Megaselia aristalis är en tvåvingeart som först beskrevs av Malloch 1914.  Megaselia aristalis ingår i släktet Megaselia och familjen puckelflugor.
Artens utbredningsområde är Illinois. Inga underarter finns listade i Catalogue of Life.